# Sindoscopus australis
Sindoscopus australis är en fiskart som först beskrevs av Fowler och Bean 1923.  Sindoscopus australis ingår i släktet Sindoscopus och familjen Dactyloscopidae. Inga underarter finns listade i Catalogue of Life.